# Tấn Mẫn Đế
Tấn Mẫn đế (chữ Hán: 晋愍帝, 300-318), tên thật là Tư Mã Nghiệp (司馬鄴), tên tự là Ngạn Kì (彥旗) là vị vua thứ năm của nhà Tấn trong lịch sử Trung Quốc.

## Gia cảnh
Tư Mã Nghiệp là con của Ngô Hiếu vương Tư Mã Yển (司馬晏), cháu nội Tấn Vũ đế Tư Mã Viêm, vua đầu tiên của nhà Tấn. Mẹ ông là vương phi họ Tuân, con gái của Tuân Húc. Ban đầu, ông trở thành người kế thừa ngôi vị Tần vương (秦王) của người bác là Tư Mã Giản (司馬柬).

## Lưu lạc trong chiến loạn
Năm 308, thời vua chú Tấn Hoài đế, Tư Mã Nghiệp được phong làm Tán Kị thường thị, Phủ quân tướng quân.
Năm 311, quân Hán Triệu tràn vào tấn công kinh đô Lạc Dương, Tấn Hoài đế bị bắt, Tư Mã Nghiệp chạy về huyện Mật, gặp cậu là Tư không Tuân Phiên. Vừa lúc đó Thứ sử Dự Châu Diêm Đỉnh mộ được vài ngàn quân ở đó, ông bèn cùng Đỉnh hợp binh cố thủ huyện Mật.
Từ khi Hoài đế bị bắt, tông thất Tây Tấn không ai dám xưng đế. Sau khi Tư Mã Nghiệp thành lập lực lượng, các tướng Sách Lâm, Giả Thất dấy binh khôi phục nhà Tấn. Tới tháng 4 năm 312, Giả Thất chiếm được Trường An, bèn sai người đón Tư Mã Nghiệp về. Tháng 9 năm đó, Tư Mã Nghiệp lên ngôi thái tử ở Trường An.
Tuy nhiên sau đó Giả Thất, Sách Lâm và Diêm Đỉnh lại tranh giành quyền bính. Tháng 12 năm đó, Giả Thất giao chiến với tướng Hán là Bành Thiên Hộ tử trận. Quân Hán rút đi, Diêm Đỉnh giết Lương Tổng; Sách Lâm và Cúc Doãn lại mang quân đánh và giết chết Diêm Đỉnh. Nội bộ Tây Tấn nảy sinh mâu thuẫn trầm trọng.
Năm 313, Tấn Hoài Đế bị Lưu Thông giết ở Bình Dương. Sách Lâm tôn Tư Mã Nghiệp lên ngôi, tức Tấn Mẫn Đế.
Sau khi lên ngôi, Tấn Mẫn Đế viết chiếu triệu các trấn Vương Tuấn ở U Châu, Lưu Côn ở Tinh Châu, Tư Mã Bảo ở Thượng Khuê, Tư Mã Tuấn ở Giang Nam cần vương đánh Hung Nô, Tuy nhiên không ai hưởng ứng. Sách Lâm và Cúc Doãn ở Trường An phải đơn độc chiến đấu với quân Hung Nô. Dù quân Tấn vài lần đánh lui được địch nhưng ngày càng hao mòn, lại không được tiếp viện nên không thể giữ lâu.
Tháng 8 năm 316, Hán Triệu sai Lưu Diệu lại tấn công Trường An]. Thành ngoài bị mất nước, Sách Lâm phải lui vào thành nhỏ. Người trong thành khốn quẫn, giết nhau để ăn. Tấn Mẫn Đế cùng đường, bèn bàn với Cúc Doãn "nhẫn nhục ra hàng, để cứu sĩ dân". Sách Lâm mưu tính việc riêng, sai người ra nói với Lưu Diệu rằng trong thành đủ lương, nhưng nếu Lâm được phong chức lớn thì Lâm sẽ hàng. Lưu Diệu cự tuyệt.
Ngày 11 tháng 11 năm đó, Mẫn Đế mang ngọc tỷ truyền quốc ra hàng, bị giải về Bình Dương, phong làm Hoài An Hầu. Cúc Doãn tự vẫn trong ngục, Sách Lâm bất trung nên bị Lưu Thông giết chết.

## Bị giết
Lưu Thông giáng Tấn Mẫn đế làm Hoài An hầu. Đầu năm 318, Lưu Thông đãi tiệc, ép ông phải rót rượu cho mình. Cũng vào khoảng thời gian này, có một số cuộc nổi dậy chống lại Hán Triệu, từng tuyên bố muốn bắt Lưu Xán để đổi lấy Mẫn đế. Lưu Xán bèn khuyên Lưu Thông giết Tư Mã Nghiệp. Lưu Thông nghe theo, giết chết ông.
Tấn Mẫn đế ở ngôi 5 năm. Sau cái chết của ông, nhà Tây Tấn chính thức diệt vong.